# Зурун
Зурун — село в Хилокском районе Забайкальского края России. Входит в состав Сельского поселения «Бадинское».

## География
Село находится в западной части района, на правом берегу реки Хилок, вблизи места впадения в неё реки Зурун, на расстоянии примерно 32 километров (по прямой) к западу-северо-западу (WNW) от города Хилок. Абсолютная высота — 772 метра над уровнем моря. Через село проходит железнодорожная линия Петровск-Забайкальский — Хилок ЗабЖД, к северу от села — автотрасса Р258.
Климат
Климат характеризуется как резко континентальный, с продолжительной морозной зимой и коротким тёплым летом. Среднегодовая температура воздуха составляет −4,2 °С. Средняя многолетняя температура самого холодного месяца (января) составляет −27 — −25 °С (абсолютный минимум — −52 °С), температура самого тёплого (июля) — 16 — 17 °С (абсолютный максимум — 39 °С). Среднегодовое количество осадков — 439 мм.
Часовой пояс
Село Зурун находится в часовой зоне МСК+6. Смещение применяемого времени относительно UTC составляет +9:00.

## История
До 1920-х годов на месте современного села находился полукочевой бурятский улус.

## Население
| 2010 | 2021 |
| ---- | ---- |
| 275  | ↘261 |

Половой состав
По данным Всероссийской переписи населения 2010 года в гендерной структуре населения мужчины составляли 50,2 %, женщины — соответственно 49,8 %.
Национальный состав
Согласно результатам переписи 2002 года, в национальной структуре населения русские составляли 98 % из 315 чел.

## Инфраструктура
В селе функционирует начальная школа.